# Tormac

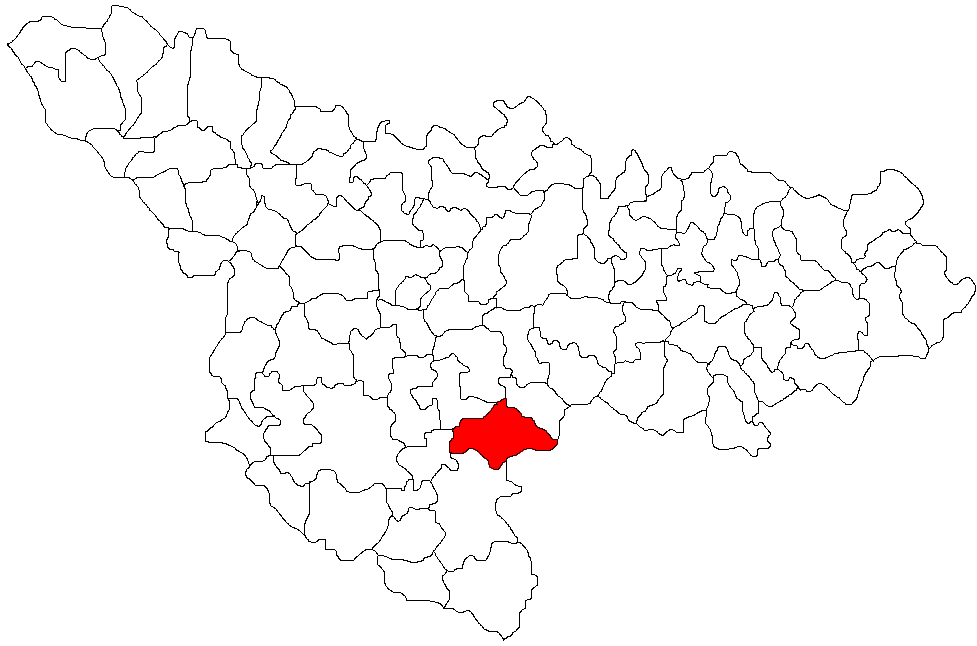
Lage der Gemeinde Tormac im Kreis Timiș

Tormac (1922 Voicu; deutsch Rittberg, ungarisch Végvár) ist eine Gemeinde im Kreis Timiș, in der Region Banat, im Südwesten Rumäniens. Zur Gemeinde Tormac gehören die Dörfer Cadăr und Șipet.

## Lage
Tormac liegt im Südosten des Kreises Timiș, an der Kreisstraße DJ 592, die Buziaș mit Gătaia verbindet. Die Entfernung zur Kreishauptstadt Timișoara (Temeswar) beträgt 38 Kilometer.

## Nachbarorte
| Cerna  | Chevereșu Mare                              | Nițchidorf |
| Șipet  | Kompassrose, die auf Nachbargemeinden zeigt | Cadar      |
| Gătaia | Șoșdea                                      | Berzovia   |

## Geschichte
Die Ortschaft wurde zwischen 1784 und 1786 während der Josefinischen Ansiedlung von deutschen Kolonisten unter dem Namen Rittberg, nach einem österreichischen General, gegründet. Wegen Unruhen in der Bevölkerung wurden 1791 die deutschen Kolonisten nach Darova umgesiedelt. Lediglich acht deutsche Familien verblieben in Rittberg. In die von den Deutschen verlassenen Häuser kamen 78 reformierte ungarische Familien aus Csanád, Csongrád und Békés. Der Grundstein der reformierten Kirche aus Rittberg wurde 1794 gelegt und 1888 fertiggestellt. Die Orgel stammt von Carl Leopold Wegenstein. Nach dem österreichisch-ungarischen Ausgleich von 1876 wurde Rittberg anlässlich der 100-Jahr-Feier der Ortsgründung in Végvár umbenannt. Nach dem Vertrag von Trianon, als das Banat dreigeteilt wurde und zwei Drittel an Rumänien fielen, erhielt die Ortschaft zuerst den Namen Voicu, dann Tormac nach einer antiken Ortschaft namens „Tormas“ auf dem Territorium des heutigen Dorfes.

## Demografie
| 1880 | 2111 | 14   | 2066 | 24  | 7                 |
| 1910 | 2884 | 72   | 2659 | 131 | 22                |
| 1930 | 2509 | 57   | 2345 | 87  | 20                |
| 1977 | 1862 | 215  | 1591 | 22  | 34                |
| 2002 | 1593 | 427  | 1149 | 4   | 13                |
| 2011 | 2714 | 1547 | 973  | 7   | 187 (32 Slowaken) |
| 2021 | 2852 | 1742 | 902  | 4   | 204 (23 Slowaken) |